# Olimpiai láng

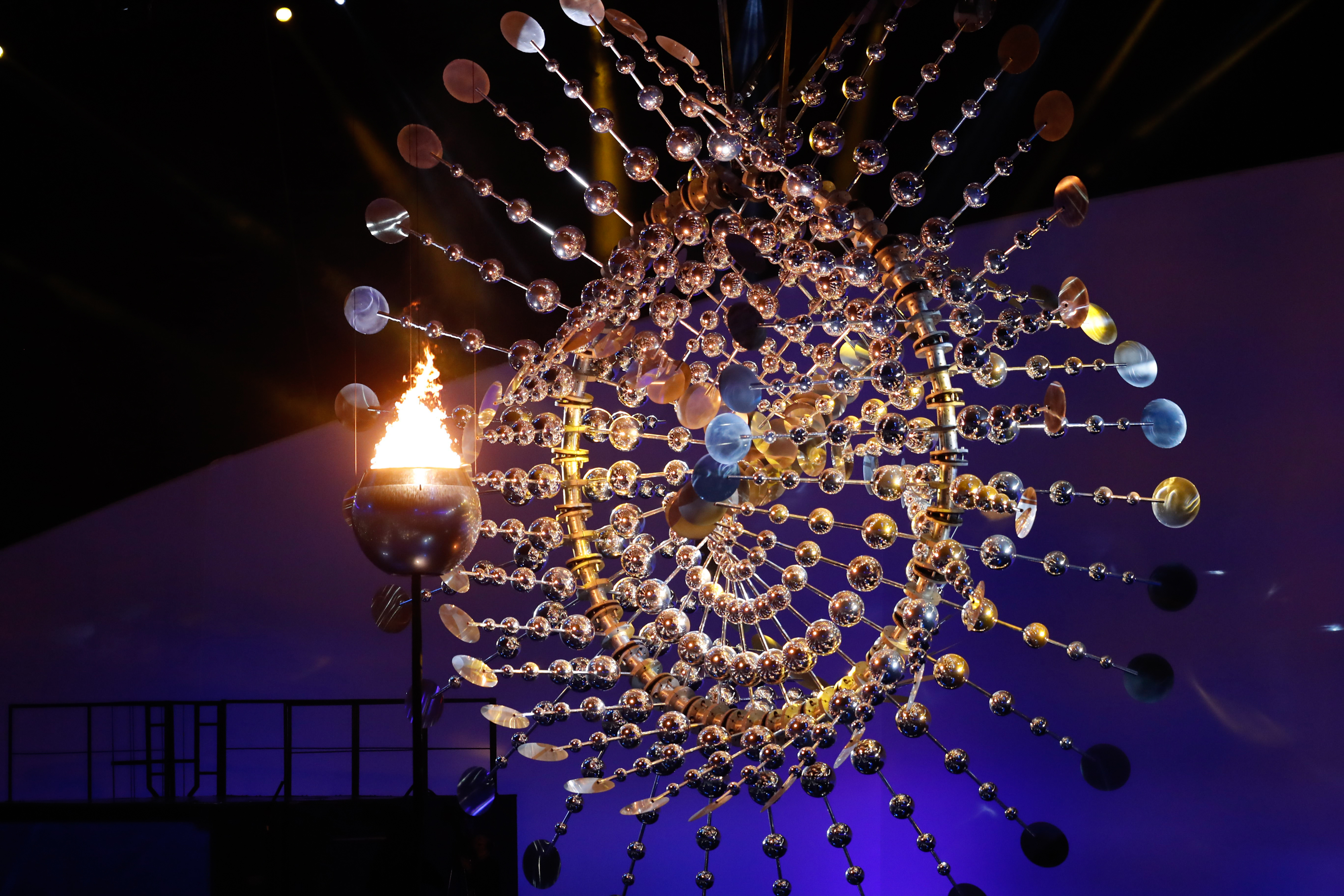
Az olimpiai láng a 2016. évi nyári olimpiai játékokon

Az olimpiai láng az olimpiai játékok szimbóluma. 
Az olimpiai láng az ókori Görögországból származik, arra a hagyományra emlékezve, hogy Prométheusz ellopta a tüzet Zeusztól. A láng az ókori olümpiai játékokon a játékok ideje alatt égett. Az olimpiai lángot az amszterdami 1928. évi nyári olimpiai játékokon vezették be újra, és ezóta a modern olimpiai játékok része. Az olimpiai lánggal való futás a modern olimpiák része, amelynek során az olimpiai lángot Görögországból viszik az játékok helyszínére. Ennek nem volt ókori előzménye, Carl Diem vezette be Joseph Goebbels támogatásával az 1936. évi nyári olimpiai játékok alkalmával.

## Szerepe

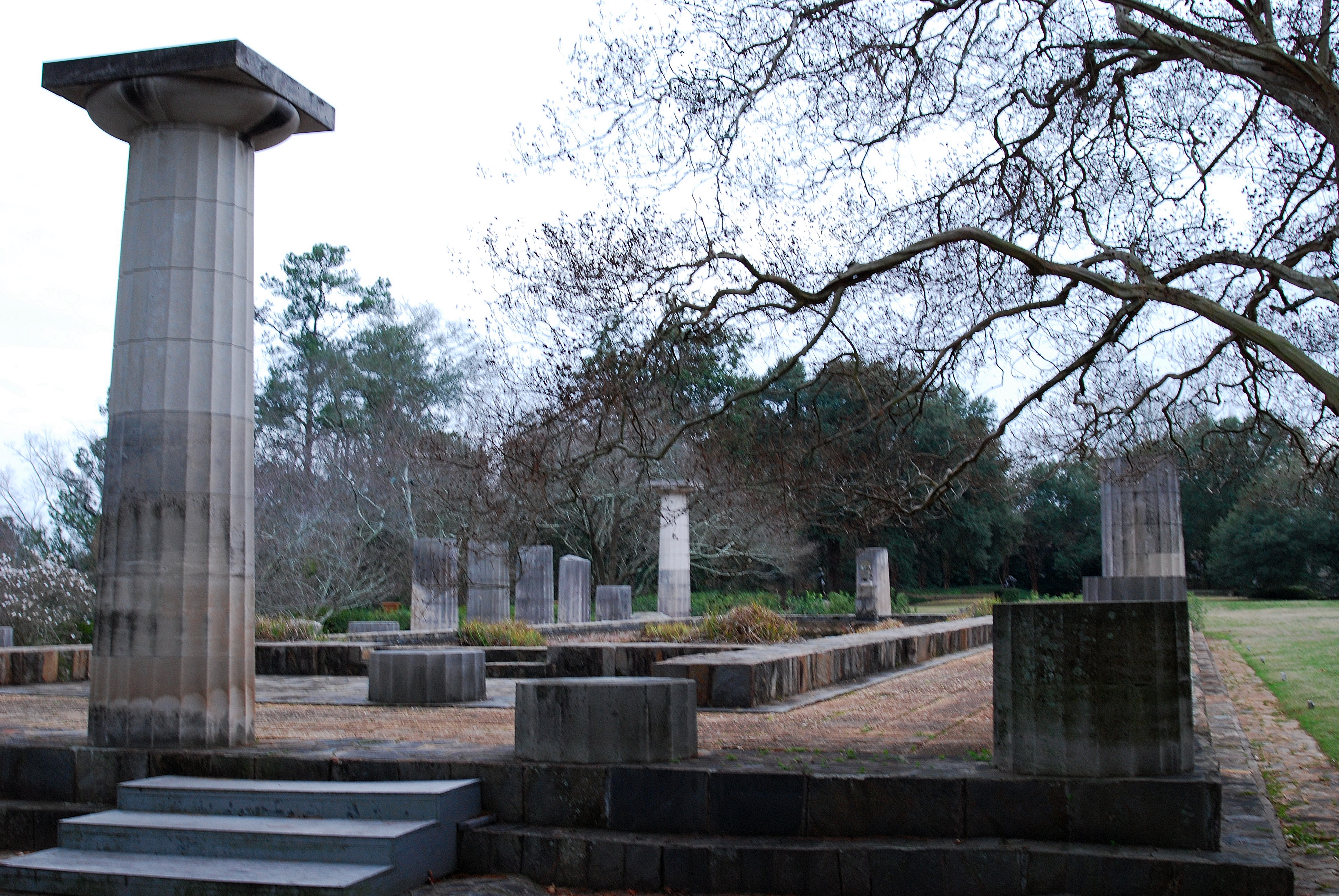
Az olümpiai Héra-templom, az olimpiai láng meggyújtásának helyszíne

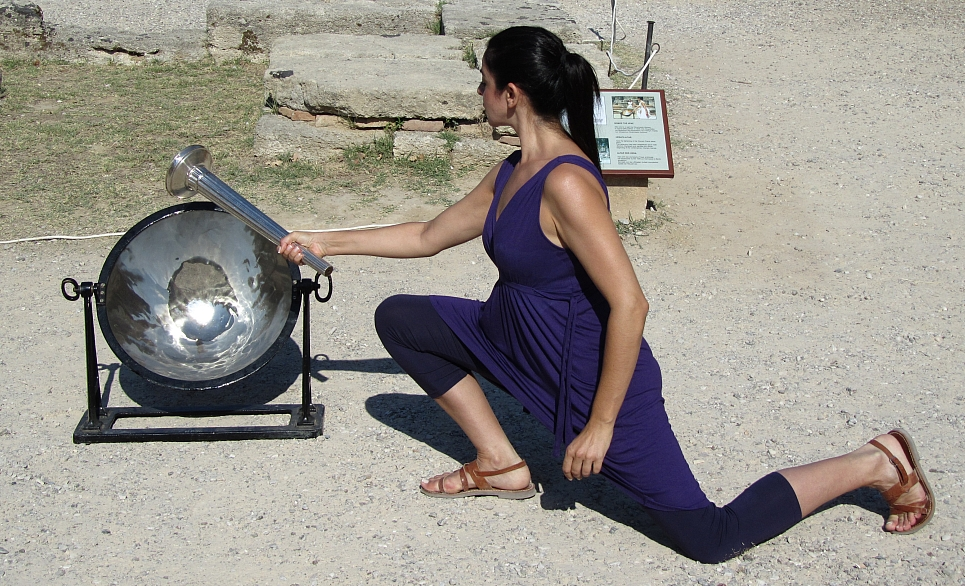
Ino Menegaki, görög színésznő az olimpiai fáklyával

Az olimpiai fáklyát több hónappal az olimpiai játékok megnyitó ünnepsége előtt gyújtják meg az ókori olümpiai játékok helyszínén, a görögországi Olümpiában, Héra istennő temploma és oltára közötti területen. Tizenegy papnőt jelképező nő végzi az olimpiai fáklya meggyújtásának ünnepségét, korhű jelmezekben és meghatározott koreográfiák szerint. A fáklyát a Nap sugaraival egy fém parabolatükör segítségével gyújtják meg, a napsugarakat egy pontba fókuszálva. Aztán az első futó megindul az ötkarikás játékokat és a békességet hirdető lánggal.
Az olimpiai fáklyával való futásnak a megnyitó ünnepség napján van vége, ekkor a játékok központi stadionjába érkezik a láng. Az utolsó futó személyét általában titokban tartják, gyakran a szervező ország sporthíressége. Ő elfut az üstig, ami általában egy nagy lépcsősor tetején van, és a fáklyát használva meggyújtja ezt. Nagy megtiszteltetést jelent a felkérés az olimpiai láng meggyújtására.
Miután meggyulladt a láng, a játékok folyamán végig ég, csak a záróünnepség napján alszik ki.
A modern idők olimpiai játékain az olimpiai fáklya a kontinensek közötti békét jelképezi.

## A futás helyszínei

### Nyári olimpiai játékok
| Az olimpiai játékok helyszíne | Napok száma | Távolság (km) | A fáklyavivők száma | Útvonal |
| ----------------------------- | ----------- | ------------- | ------------------- | --- |
| Berlin 1936                   | 8           | 3 422         | 3 422               | Olümpia – Athén – Szaloniki (Görögország) – Szófia (Bulgária) – Belgrád (Jugoszlávia) – Budapest (Magyarország) – Bécs (Ausztria) – Prága (Csehszlovákia) – Drezda – Berlin (Németország) |
| London 1948                   | 13          | 7 870         | 3 372               | Olümpia – Korfu (Görögország) (hajóval) Bari – Milánó (Olaszország) – Lausanne – Genf (Svájc) – Besançon – Metz (Franciaország) – Luxembourg (Luxemburg) – Brüsszel (Belgium) – Lille – Calais (Franciaország) – Dover – London (Nagy-Britannia) |
| Helsinki 1952                 | 20          | 3 365         | 1 416               | Olümpia – Athén (Görögország) (repülővel) Aalborg – Odense – Koppenhága (Dánia) (hajóval) Malmö – Göteborg – Stockholm (Svédország) - Tornio – Oulu – Helsinki (Finnország). Egy második lángot meggyújtottak Pallastunturiban (Finnország), és a másik lánghoz Tornióban csatlakozott. |
| Melbourne 1956                | 21          | 20 470        | 3 118               | Olümpia – Athén (Görögország) (repülővel) Darwin – Brisbane – Sydney – Canberra – Melbourne (Ausztrália) |
| Róma 1960                     | 14          | 2 750         | 1 529               | Olümpia – Athén (Görögország) (hajóval) Siracusa – Catania – Messina – Reggio Calabria – Nápoly – Róma (Olaszország) |
| Tokió 1964                    | 51          | 20 065        | 870                 | Olümpia - Athén (Görögország) (repülővel) Isztambul (Törökország) - Bejrút (Libanon) - Teherán (Irán) - Lahor (Pakisztán) - Delhi (India) - Rangun (Burma) - Bangkok (Thaiföld) - Kuala Lumpur (Malajzia) - Manila (Fülöp-szigetek) - Hongkong (Hongkong) - Tajvan (Kína) - Okinava - Tokió (Japán, négy különböző útvonalon) |
| Mexikóváros 1968              | 51          | 13 620        | 2 778               | Olümpia - Athén (Görögország) (hajóval) Genova (Olaszország) (hajóval) Barcelona - Madrid - Sevilla - Palos de la Frontera (hajóval) Las Palmas (Spanyolország) - San Salvador (Bahama-szigetek) - Veracruz - Mexikóváros (Mexikó) |
| München 1972                  | 30          | 5 532         | 6 000               | Olümpia - Athén - Szaloniki (Görögország) - Isztambul (Törökország) - Várna (Bulgária) - Bukarest - Temesvár (Románia) - Belgrád (Jugoszlávia) - Budapest (Magyarország) - Bécs - Linz - Salzburg - Innsbruck (Ausztria) - Garmisch-Partenkirchen - München (Nyugat-Németország) |
| Montréal 1976                 | 5           | 775           | 1 214               | Olümpia - Athén (Görögország) (Elektronikus jellel műholdon keresztül) Ottawa - Montréal (Kanada) |
| Moszkva 1980                  | 31          | 4 915         | 5 000               | Olümpia - Athén - Szaloniki (Görögország) - Szófia (Bulgária) - Bukarest (Románia) - Kisinyov - Kijev - Tula - Moszkva (Szovjetunió) |
| Los Angeles 1984              | 83          | 15 000        | 3 636               | Olümpia - Athén (Görögország) (repülővel) New York – Boston – Philadelphia – Washington – Detroit – Chicago – Indianapolis – Atlanta – St. Louis – Dallas – Denver – Salt Lake City – Seattle – San Francisco – Los Angeles (Amerikai Egyesült Államok) |
| Szöul 1988                    | 26          | 15,250        | 1,467               | Olümpia - Athén (Görögország) (repülővel) Jeju - Puszan - Szöul (Dél-Korea) |
| Barcelona 1992                | 51          | 6 307         | 10 448              | Olümpia - Athén (Görögország) (hajóval) Empúries - Bilbao - La Coruña - Madrid - Sevilla - Las Palmas - Málaga - Valencia - Palma de Mallorca – Barcelona (Spanyolország) |
| Atlanta 1996                  | 112         | 29 016        | 13 267              | Olümpia - Athén (Görögország) (repülővel) Los Angeles – Las Vegas – San Francisco – Seattle – Salt Lake City – Denver – Dallas – St. Louis – Minneapolis – Chicago – Detroit - Boston – New York – Philadelphia – Washington – Miami – Birmingham - Atlanta (Amerikai Egyesült Államok) |
| Sydney 2000                   | 127         | 27 000        | 13 300              | Olümpia - Athén (Görögország) (repülővel) Guam - Palau - Mikronéziai Szövetségi Államok - Nauru - Salamon-szigetek -Pápua Új-Guinea - Vanuatu - Szamoa - Amerikai Szamoa - Cook-szigetek - Tonga - Fidzsi-szigetek - Queenstown - Christchurch - Wellington - Rotorua - Auckland (Új-Zéland) - Ayers Rock - Brisbane - Darwin - Perth - Adelaide - Melbourne - Canberra - Sydney (Ausztrália) |
| Athén 2004                    | 142         | 86 000        | 11 360              | Olümpia - Maraton - Athén (Görögország) (repülővel) Sydney - Melbourne (Ausztrália) - Tokió (Japán) - Szöul (Dél-Korea) - Peking (Kína) - Delhi (India) - Kairó (Egyiptom) - Fokváros (Dél-afrikai Köztársaság) - Rio de Janeiro (Brazília) - Mexikóváros (Mexikó) - Los Angeles - St. Louis - Atlanta - New York (Amerikai Egyesült Államok) - Montréal (Kanada) - Antwerpen - Brüsszel (Belgium) - Amszterdam (Hollandia) - Lausanne - (Amerikai Egyesült Államok) - Genf (Svájc) - Párizs (Franciaország) - London (Nagy-Britannia) - Madrid - Barcelona (Spanyolország) - Róma (Olaszország) - München - Berlin (Németország) - Stockholm (Svédország) - Helsinki (Finnország) - Moszkva (Oroszország) - Kijev (Ukrajna) - Isztambul (Törökország) - Szófia (Bulgária) - Nicosia (Ciprus) - Iráklio - Szaloniki - Pátra - Athén (Görögország) |
| Peking 2008                   | 130         | 137 000       | 21 880              | Olümpia – Maraton – Athén (Görögország) (repülővel) Peking (Kína) (repülővel) Almati (Kazahsztán) (repülővel) Isztambul (Törökország) (repülővel) Szentpétervár (Oroszország) (repülővel) London (Nagy-Britannia) – Párizs (repülővel) San Francisco (Amerikai Egyesült Államok) (repülővel) Buenos Aires (Argentína) (repülővel) Dar es-Salaam (Tanzánia) – Maszkat (Omán) – Iszlámábád (Pakisztán) – Mumbai (India) – Bangkok (Thaiföld) – Kuala Lumpur (Malajzia) – Jakarta (Indonézia) – Canberra (Ausztrália) – Nagano (Japán) – Szöul (Dél-Korea) – Phenjan (Észak-Korea) – Ho Si Minh-város (Vietnám) – Hongkong – Makaó – Sanya – Wuzhishan – Wanning – Haikou – Kanton – Sencsen – Huizhou – Shantou – Fuzhou – Quanzhou – Xiamen – Longyan – Ruijin – Jinggangshan – Nanchang – Wenzhou – Ningbo – Hangzhou – Shaoxing – Jiaxing – Sanghaj – Suzhou – Nantong – Taizhou – Yangzhou – Nanking – Hefei – Huajnan – Wuhu – Jixi – Huangshan – Wuhan – Yichang – Jingzhou – Yueyang – Changsha – Shaoshan – Kujlin – Nanning – Baise – Kunming – Lijiang – Shangri-La County – Kujjang – Kaili – Zunyi – Chongqing – Guang'an – Mienjang – Guanghan – Leshan – Zigong – Yibin – Csengtu – Shannan Prefecture – Lhásza – Golmud – Qinghai Hu – Xining – Ürümcsi – Kashi – Shihezi – Changji – Dunhuang – Jiayuguan – Jiuquan – Tianshui – Lanzhou – Zhongwei – Wuzhong – Yinchuan – Yan'an – Yangling – Xianyang – Xi'an – Yuncheng – Pingyao – Taiyuan – Datong – Hohhot – Ordos – Baotou – Chifeng – Qiqihar – Daqing – Harbin – Songyuan – Changchun – Jilin – Yanji – Shenyang – Benxi – Liaoyang – Anshan – Dalian – Yantai – Weihai – Qingdao – Rizhao – Linyi – Qufu – Tai'an – Jinan – Shangqiu – Kajfeng – Zhengzhou – Luoyang – Anyang – Shijiazhuang – Qinhuangdao – Tangshan – Tianjin – Peking (Kína) |

### Téli olimpiai játékok
| Az olimpiai játékok helyszíne | Napok száma | Távolság (km) | A fáklyavivők száma | Útvonal |
| ----------------------------- | ----------- | ------------- | ------------------- | --- |
| Oslo 1952                     | 2           | 225           | 94                  | Morgedal – Oslo (Norvégia) |
| Cortina d’Ampezzo 1956        | 5           |               |                     | Róma (repülővel) Velence – Cortina d’Ampezzo (Olaszország) |
| Squaw Valley 1960             | 19          | 960           | 700                 | Morgedal – Oslo (Norvégia) (repülővel) Los Angeles – Fresno – Squaw Valley (Amerikai Egyesült Államok) |
| Innsbruck 1964                | 8           |               |                     | Olümpia – Athén (Görögország) (repülővel) Bécs – Innsbruck (Ausztria) |
| Grenoble 1968                 | 50          | 7 222         | 5 000               | Olümpia – Athén (Görögország) (repülővel) Párizs – Strasbourg – Lyon – Bordeaux – Toulouse – Marseille – Nizza – Chamonix – Grenoble (Franciaország) |
| Szapporo 1972                 | 38          | 18 741        | 16 300              | Olümpia – Athén (Görögország) (repülővel) – Okinava-sziget (repülővel) – Tokió – Szapporo (Japán) |
| Innsbruck 1976                | 6           | 1 618         |                     | Olümpia – Athén (Görögország) (repülővel) Bécs (1. út) Linz – Salzburg – Innsbruck (2. út) Graz – Klagenfurt – Innsbruck (Ausztria) |
| Lake Placid 1980              | 15          | 12 824        | 52                  | Olümpia – Athén (Görögország) (repülővel) Shannon (Írország) Langley Légibázis, Hampton – Washington – Baltimore – Philadelphia – New York – Albany – Lake Placid (Amerikai Egyesült Államok) |
| Szarajevó 1984                | 11          | 5 289         | 1 600               | Olümpia – Athén (Görögország) (repülővel) Dubrovnik (1. út) Split – Ljubljana – Zágráb - Szarajevó (2. út) Szkopje – Újvidék – Belgrád – Szarajevó (Jugoszlávia) |
| Calgary 1988                  | 95          | 18,000        | 6 250               | Olümpia – Athén (Görögország) (repülővel) St. John’s – Québec – Montréal – Ottawa – Toronto – Winnipeg – Inuvik – Vancouver – Edmonton – Calgary (Kanada) |
| Albertville 1992              | 58          | 5 500         | 5 500               | Olümpia – Athén (Görögország) (Concorde-on) Párizs – Nantes – Le Havre – Lille – Strasbourg – Limoges – Bordeaux – Toulouse – Ajaccio – Nizza – Marseille – Lyon – Grenoble – Albertville (Franciaország) |
| Lillehammer 1994              | 82          | 12,000        |                     | Olümpia – Athén (Görögország) (repülővel) Morgedal – Bergen – Trondheim – Tromsø – Spitzbergák – Oslo - Lillehammer (Norvégia) |
| Nagano 1998                   | 51          | 3 486         | 6 901               | Olümpia – Athén (Görögország) (repülővel) Tokió (1. út) Hokkaidó – Csiba – Tokió – Nagano (2. út) Okinava-sziget – Hirosima – Kiotó – Nagano (3. út) Kagosima – Oszaka – Sizuoka – Nagano (Japán) |
| Salt Lake City 2002           | 85          | 21 275        | 12 012              | Olümpia – Athén (Görögország) (repülővel) Atlanta – St. Augustine – Miami – Houston – Dallas – Memphis – Pittsburgh – Cumberland – Washington – Baltimore – Philadelphia – New York – Boston – Lake Placid – Syracuse - Cleveland – Chicago – Detroit – Fort Wayne – Indianapolis – Cincinnati - Lexington – St. Louis - Kansas City – Omaha – Wichita - Oklahoma City – Amarillo - Albuquerque - Phoenix – Los Angeles – San Francisco – Squaw Valley – Reno – Portland – Seattle – Juneau – Boise – Bozeman – Cheyenne – Denver – Salt Lake City (Amerikai Egyesült Államok) |
| Torinó 2006                   | 75          | 11 300        | 10 000              | Olümpia – Athén (Görögország) (repülővel) Róma – Firenze – Genova – Cagliari – Palermo – Nápoly – Bari – Ancona (Olaszország) – San Marino (San Marino) – Bologna – Velence – Trieszt (Olaszország) Ljubljana (Szlovénia) Klagenfurt (Ausztria) Trento – Cortina d’Ampezzo – Milánó (Olaszország) Lugano (Svájc) Bardonecchia (Olaszország) Grenoble – Albertville (Franciaország) Torino (Olaszország) |

## Olimpiai fáklyák

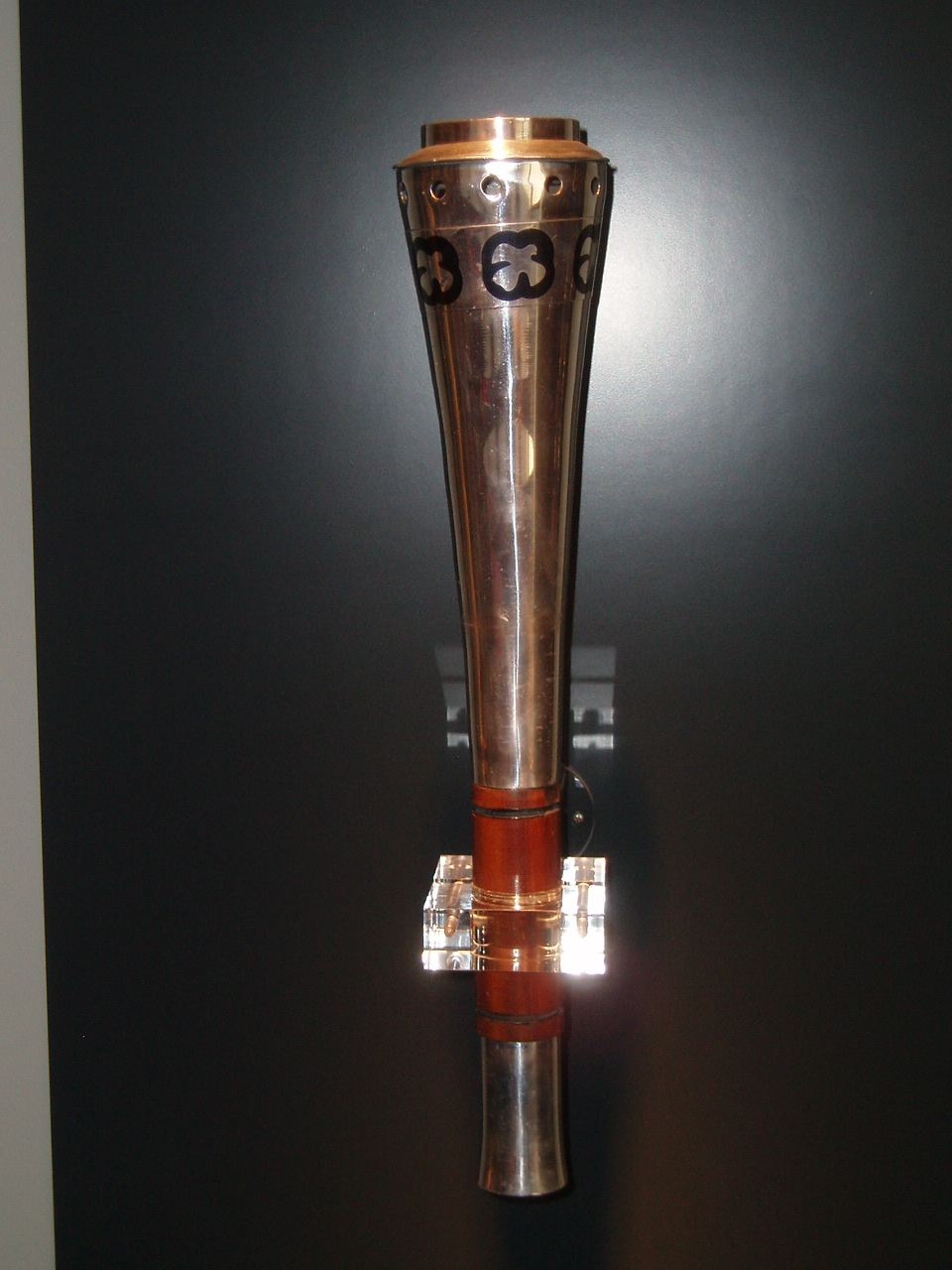
Mexikóváros – 1968
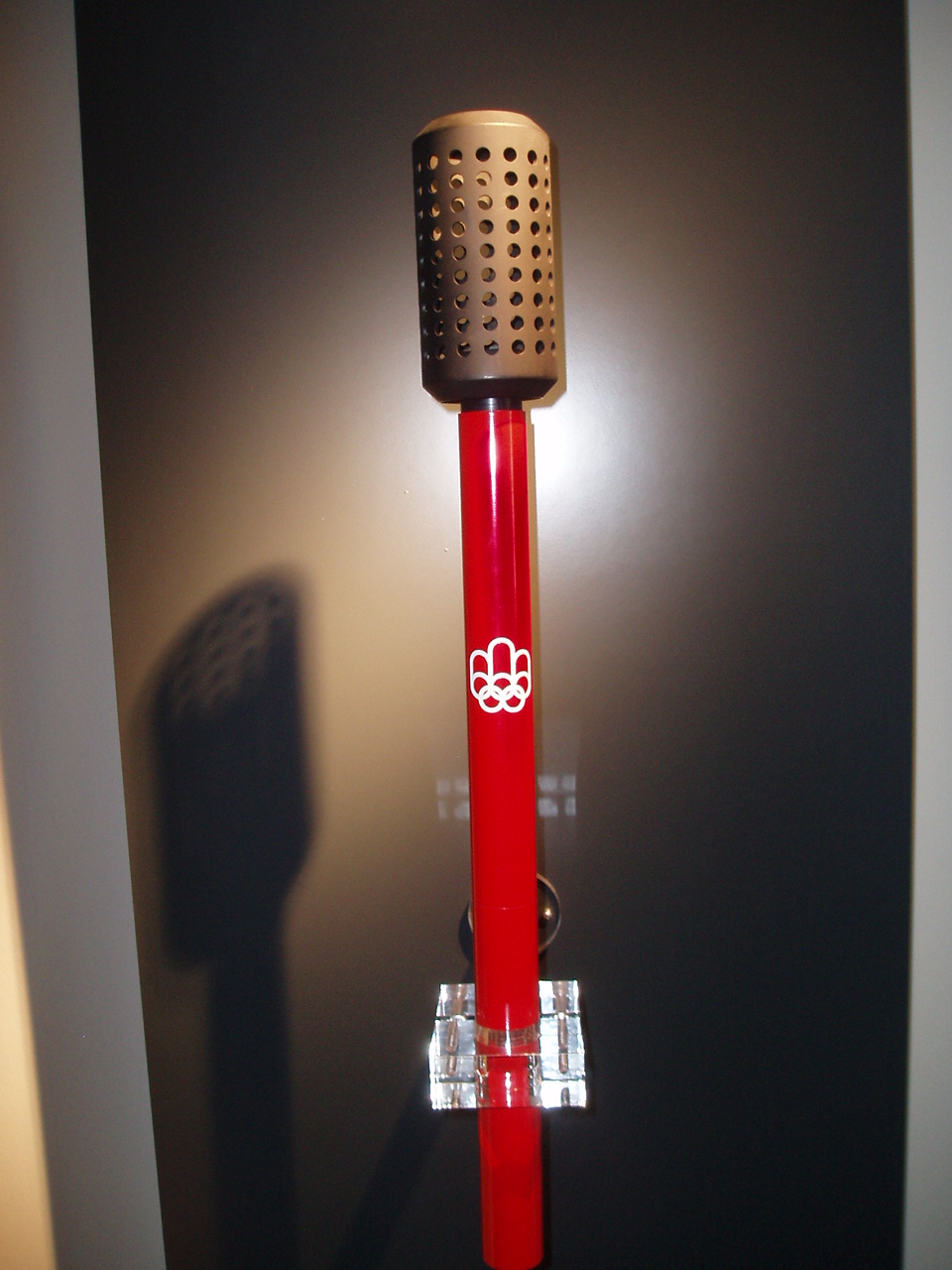
Montreal – 1976
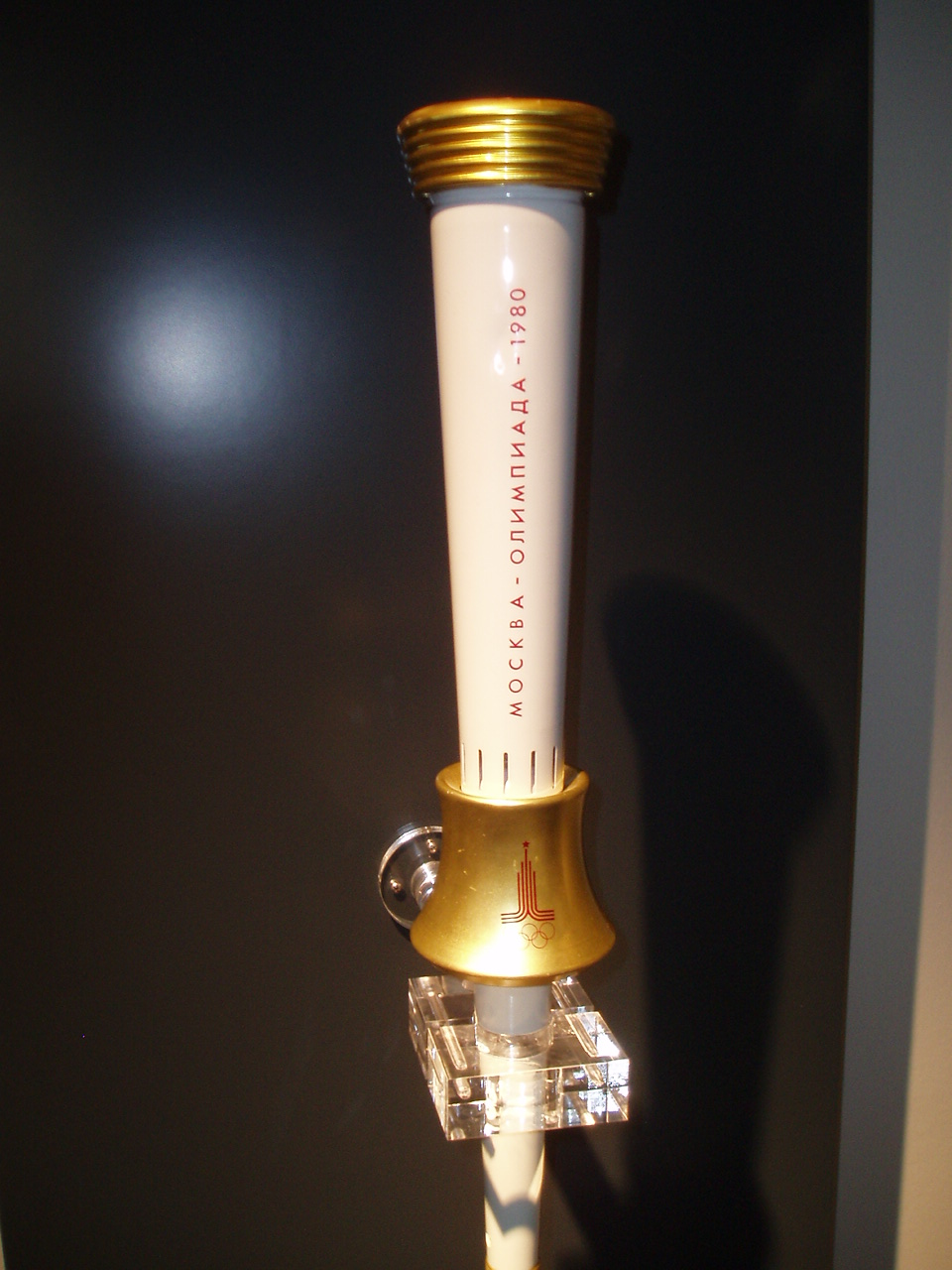
Moszkva – 1980
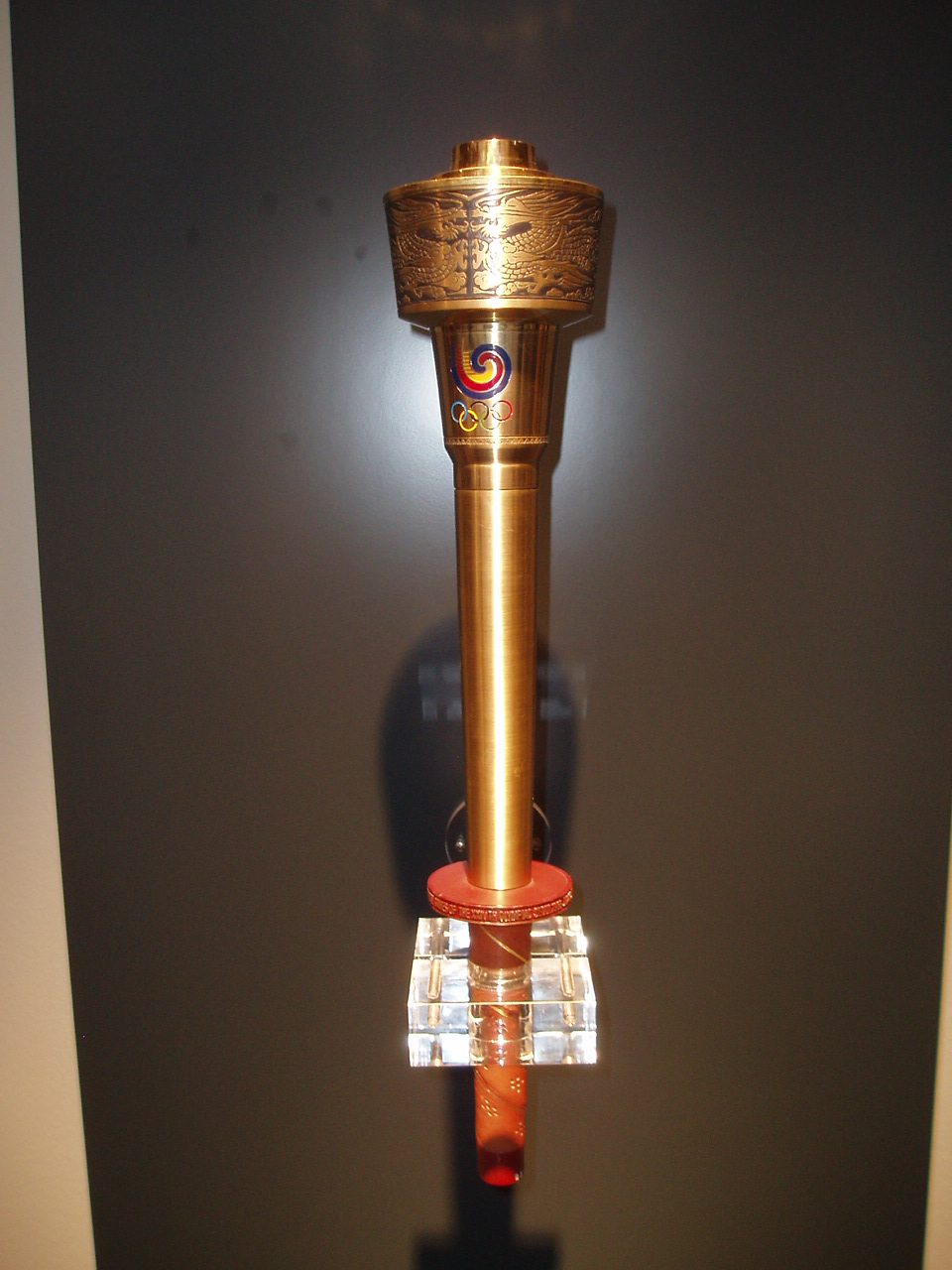
Szöul – 1988
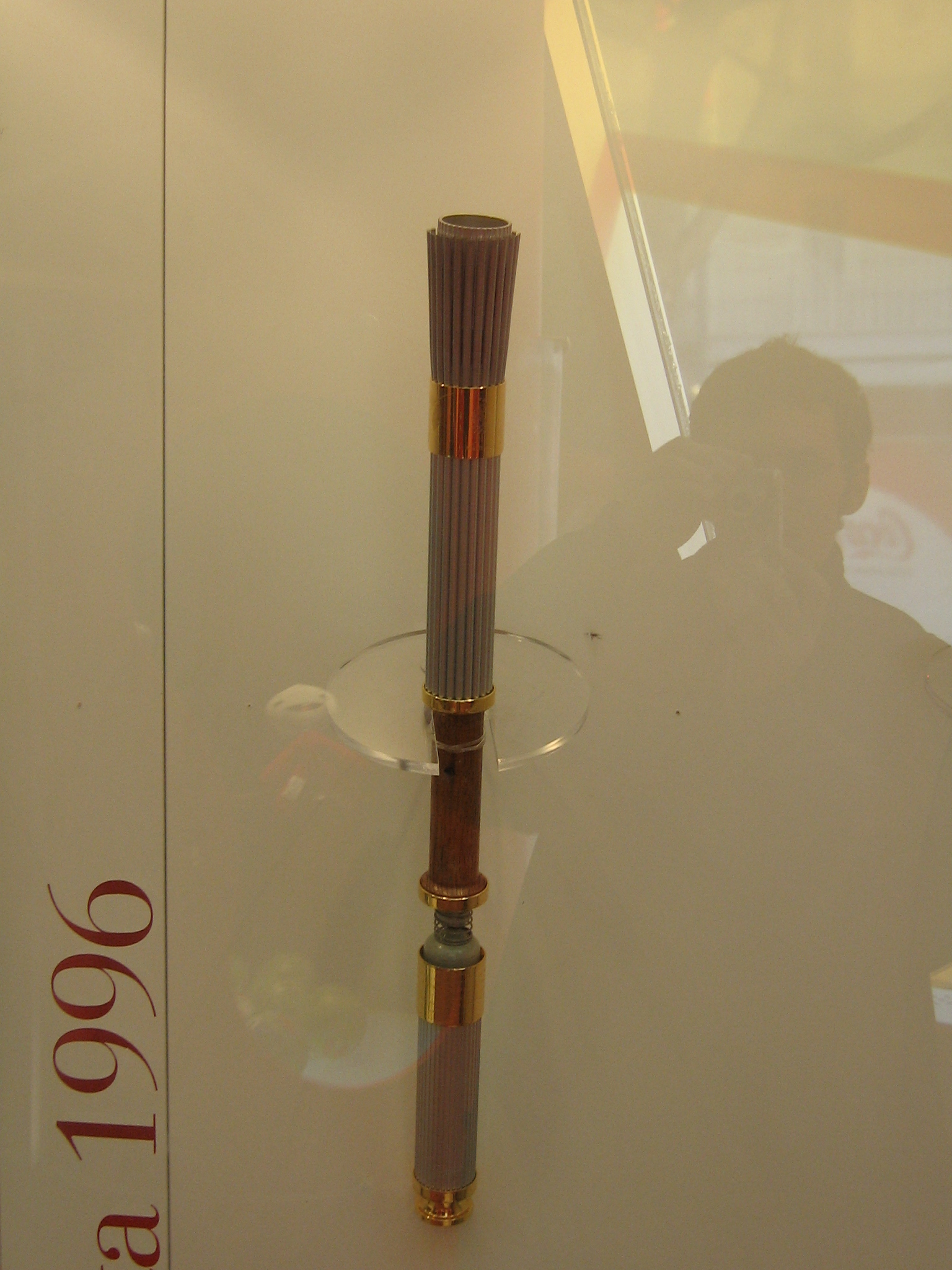
Atlanta – 1996
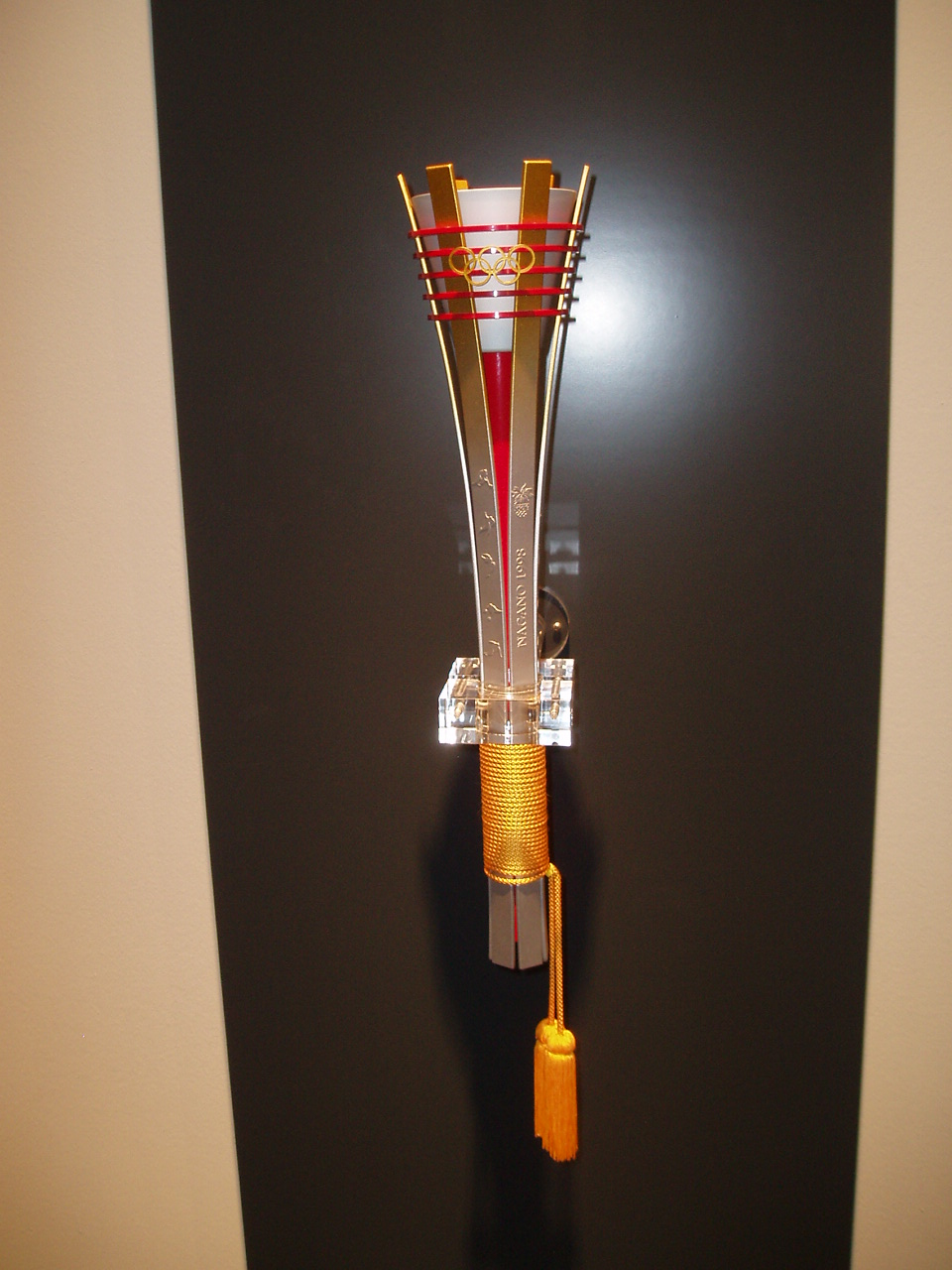
Nagano – 1998
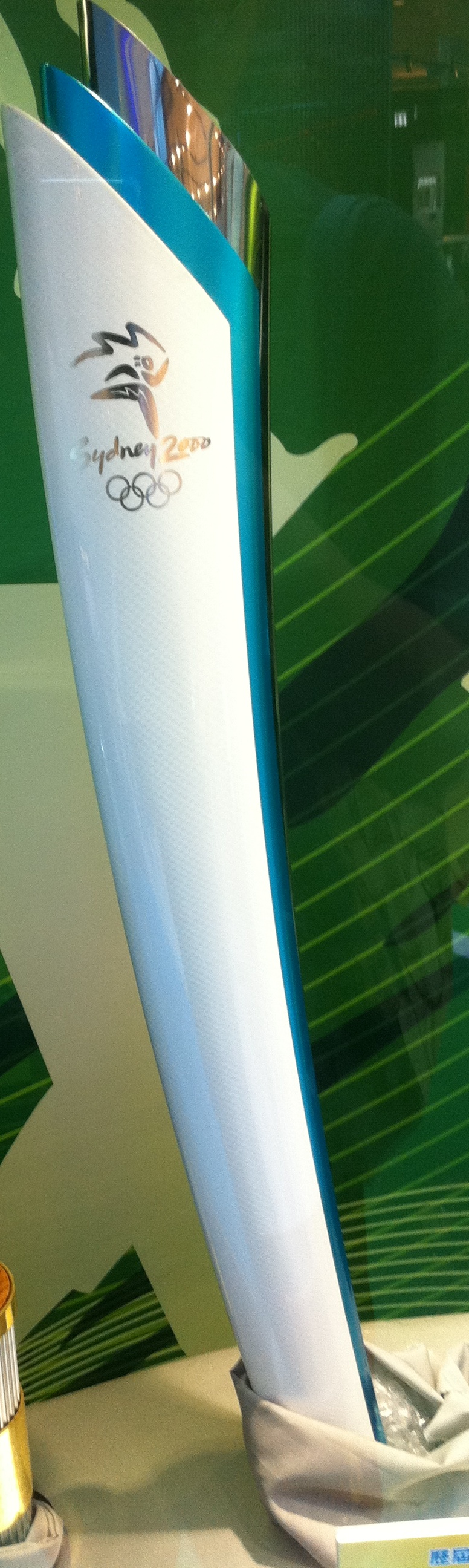
Sydney – 2000
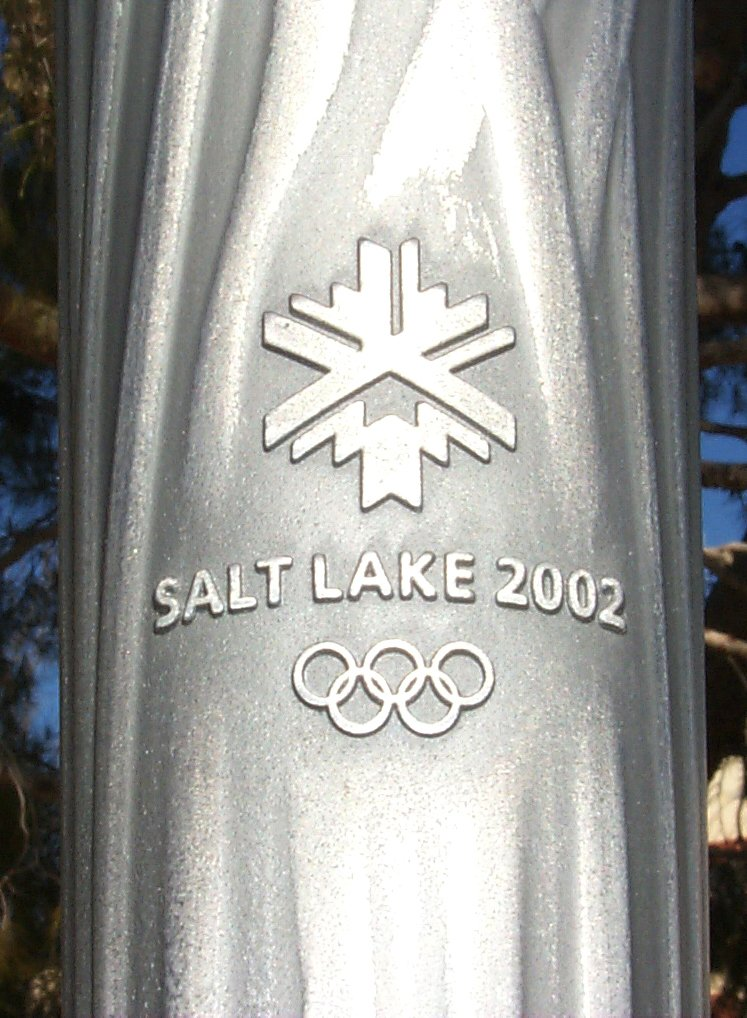
Salt Lake City – 2002
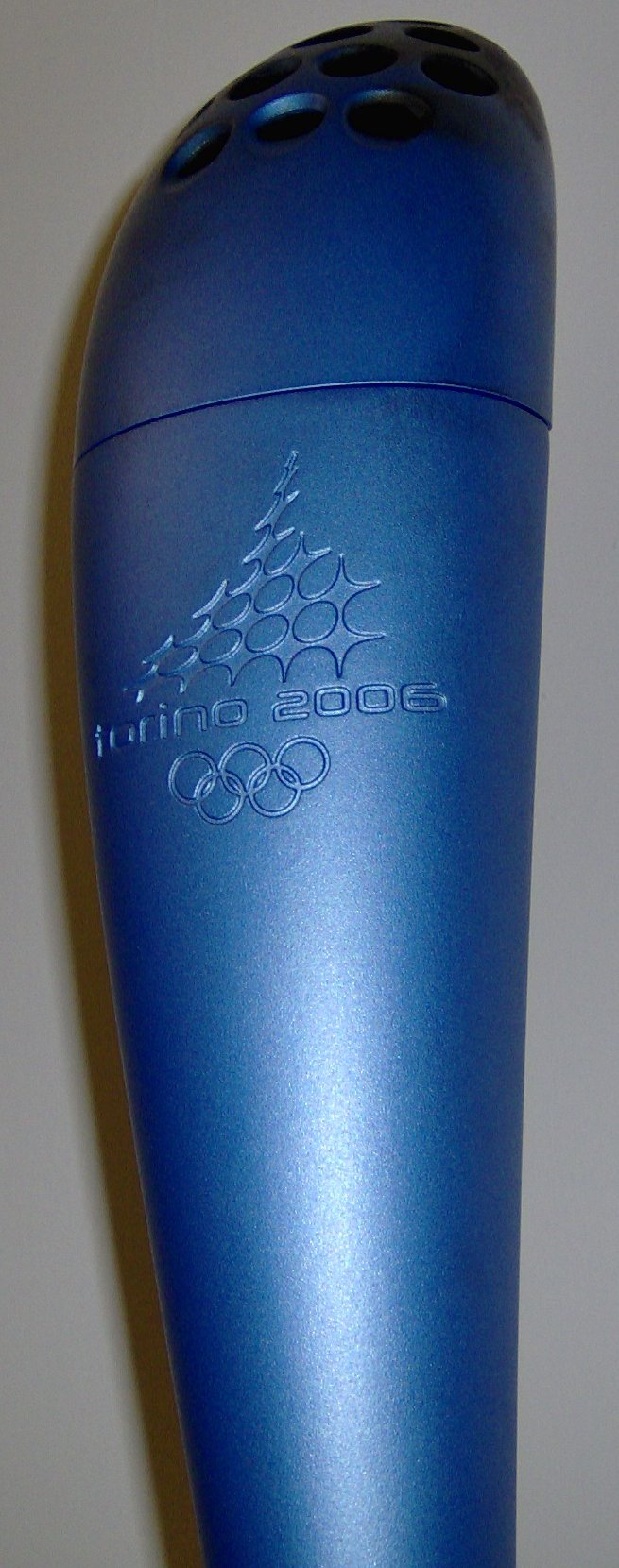
Torino – 2006
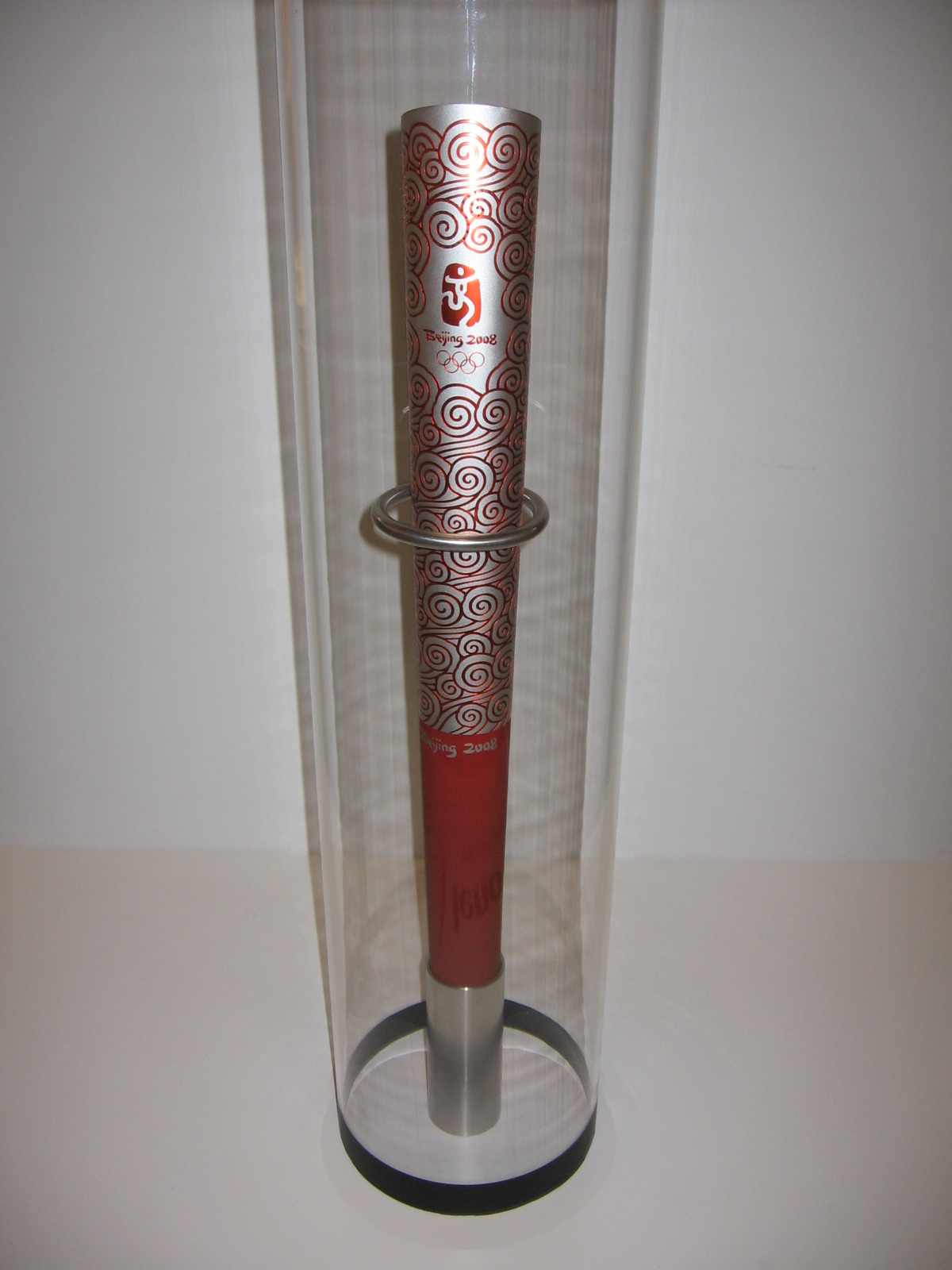
Peking – 2008
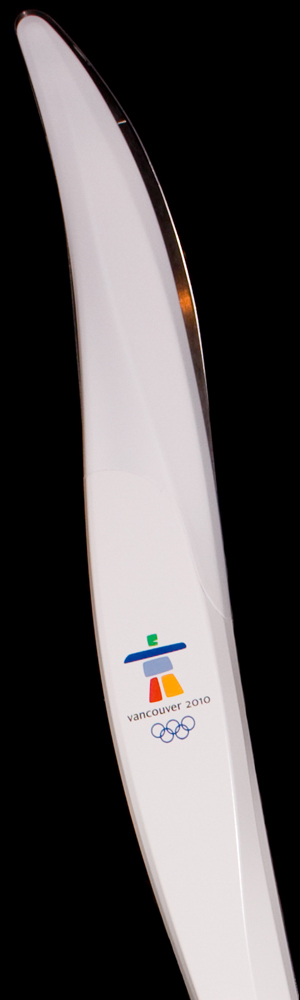
Vancouver – 2010
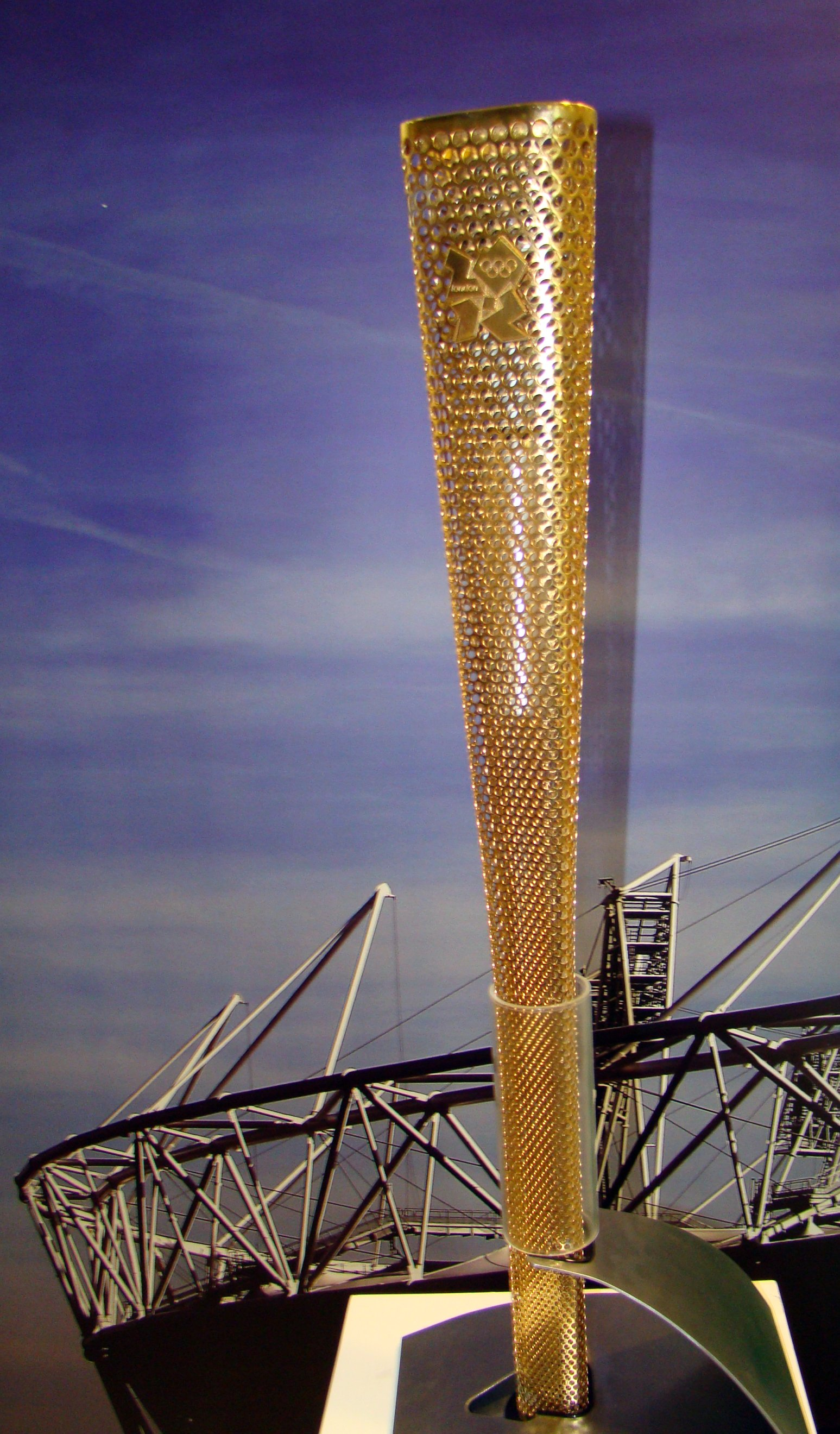
London – 2012
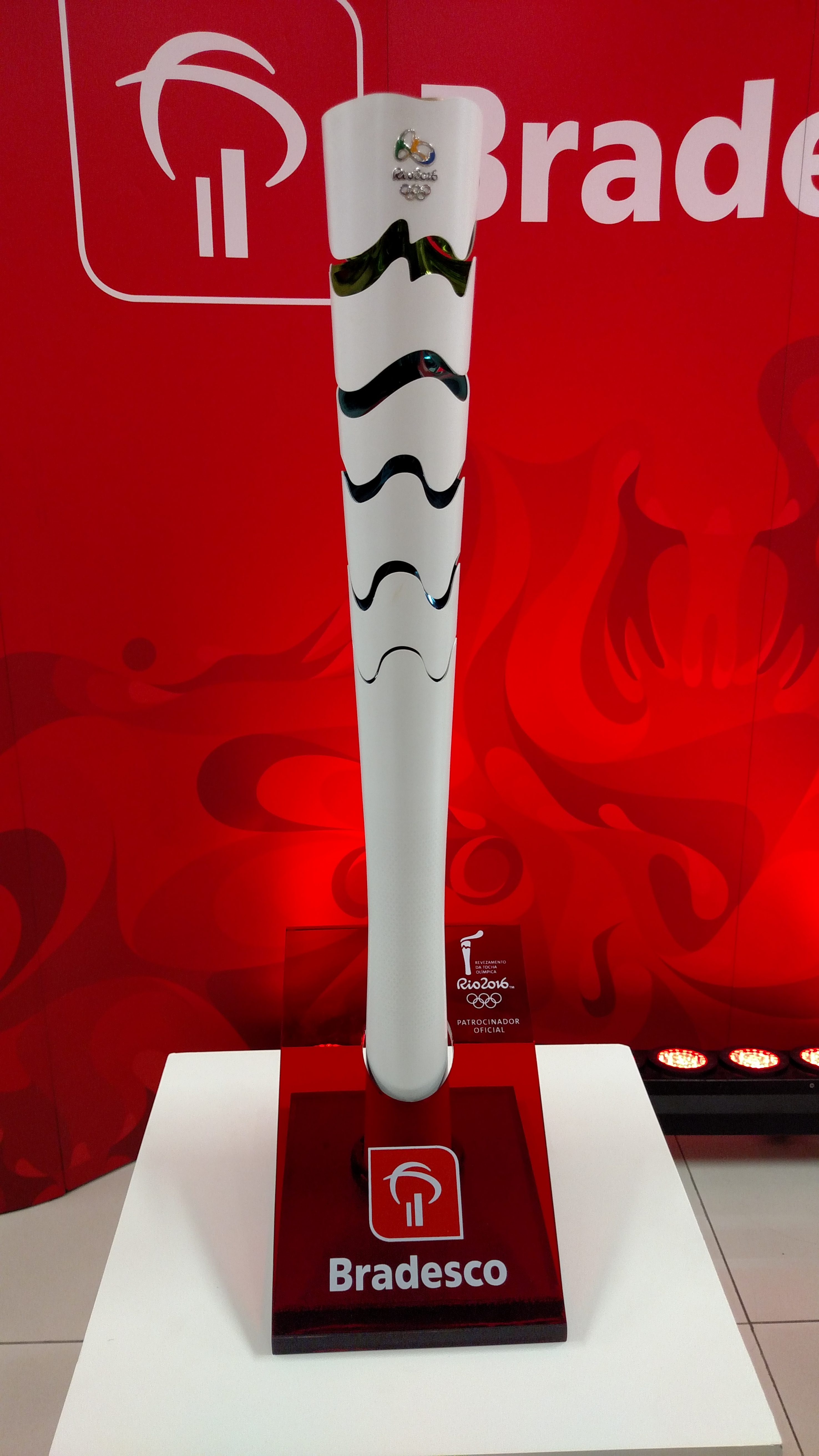
Rio – 2016
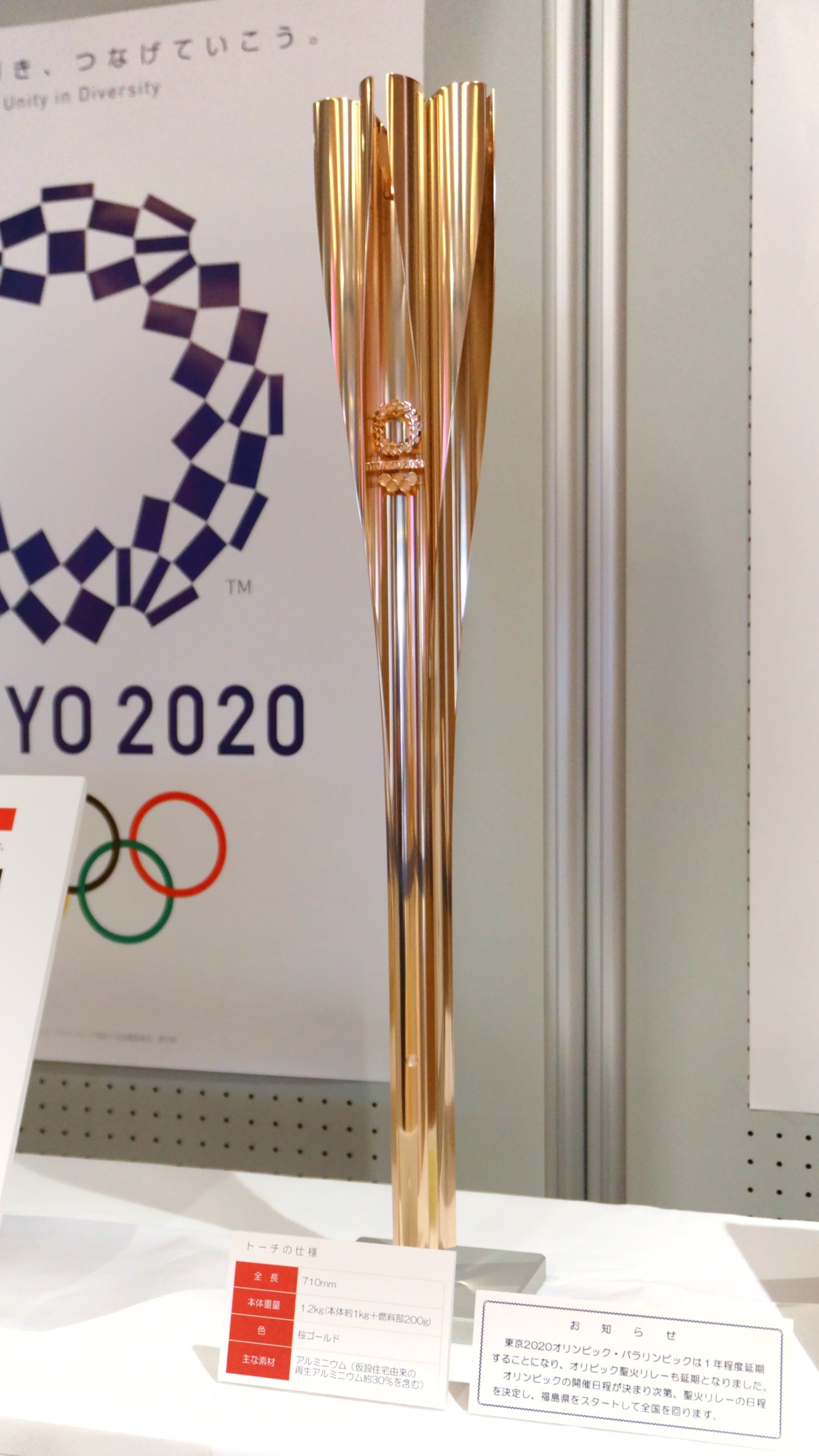
tokyo – 2020